# Antigonish (municipal county)
Antigonish, Municipality of the County of Antigonish – jednostka samorządowa (municipal county) w kanadyjskiej prowincji Nowa Szkocja powstała 17 kwietnia 1879 na bazie terenów hrabstwa Antigonish. Według spisu powszechnego z 2016 obszar county municipality, składający się z dwóch (A, B) części (będących jednostkami podziału statystycznego (census subdivision)) to: 1450,27 km² (A: 927,97 km², B: 522,30 km²), a zamieszkiwało wówczas ten obszar 14 584 osób (A: 8278 os., B: 6306 os.).